# Meow Wolf
Meow Wolf est une entreprise américaine d'art et de divertissement principalement connu pour crée de grandes installations artistiques immersives, Elle produit également des contenus en lignes, des clips musicaux et organise des festivals d'art et de musique. Fondée en 2008 à Santa Fe, l'organisation se concentre sur le partage de technique et de connaissances entre ses artistes pour créer des installations d'art maximaliste interactive et immersive. Ses installations phares sont La Maison de l'Éternel Retour, ouvert en 2016 à Santa Fe, Omega Mart ouvert en février 2021 à Las Vegas, et la Convergence Station, ouvert en septembre 2021.

## Histoire
Meow Wolf a été formé en février 2008 en tant que collectif d'artistes par une "bande de jeunes habitants espérant alimenter Santa Fe en art alternatif et salle de concert". Lors de la première réunion du collectif, tous ceux présents devaient mettre deux bouts de papier avec un mot dans un chapeau, et les deux premiers mots tirés du chapeau devinrent le nom du collectif, Meow Wolf.

### Premiers projets (2008-2014)
De 2008 à 2011, plusieurs installations sont créées par Meow Wolf : 
- Biome Neuro Norb, crée en 2008, est la première installation du collectif. Basés sur le thème de la science-fiction, cette installation avait pour particularité de proposer aux visiteurs de visiter l'installation avec des lunettes 3D-kaleidoscopiques[3].
- Auto Wolf, crée en 2009, présentait des œuvres faites à partir de pièces d'une voiture offertes au collectif[4].
- The Moon is to live on, produite en 2010, était une "pièce de théâtre multimédia" mettant en scène un homme malheureux dans son mariage et son travail qui va par le biais de ses rêves et d'êtres transdimensionels recevoir des conseils pour changer sa vie. Le caractère multimédia de cette pièce s'illustre par la présence de trois grands écrans surmontant la scène, d'un rétroprojecteur, d'une plaque tournante permettant de faire tourner la scène sur 360°, et de chanteurs, musiciens et danseurs accompagnant la pièce. Les artistes ont pu acquérir grâce à cette pièce de nombreuses compétences qui seront mis en œuvre dans leurs futures installations. Cette pièce marque également les prémices des futures grosses installations du collectif, les artistes souhaitant désormais un fil narratif dans leurs installations[5].
- GEODEcadent I et GEODEcadent II, une série de deux installations crée en 2010. Les installations se composent d'un dôme géodésique de 5 mètre de haut visitable recouvert d'objet décoratif, de meuble et de souvenir typique de la fin des années 1950[6],[7].
- The Due Return , exposé en 2011 au Centre d'art contemporain de Santa Fe, est une installation figurant un vaisseau spatial interdimensionel de 20 m de long. Répartis sur deux étages, le visiteur traverse un vaisseau envahi d'une faune et flore extraterrestre lumineuse se mêlant aux technologies futuristes du vaisseau. Il va alors reconstituer l'histoire des habitants de ce vaisseau au travers des objets éparpillés dans l'installation. Le visiteur peut également interagir avec les espèces extraterrestres ou les technologies du vaisseau, et peut également assister à des performances artistiques au sein de l'installation[8].

Meow Wolf crée en 2011 CHIMERA, un programme ayant pour but d'enseigner la pratique d'arts collaboratifs. En 2012 CHIMERA travaillera avec environ un millier d'étudiants de Santa Fe pour créer Omega Mart, une installation d'art collaboratif sous la forme d'une épicerie fictive remplie de faux produits satiriques artisanaux, . Omega Mart a été placé dans le centre ville de Santa Fe,  loin du quartier des arts afin d'attirer un public différent n'ayant pas l'habitude des installations d'arts. Le concept a plus tard été renouvelé en tant qu'installation permanente au Meow Wolf de Las Vegas. En 2013, CHIMERA a commencé à travailler avec le programme de parrainage pour les classes d'étudiants surdoués du Musée d'art et d'histoire d'Albuquerque (en) afin de créer une installation appelée Project Dreamscape.
Hors de Santa Fe, Meow Wolf a également créé plusieurs installations. En 2011 est exposé au sein de l'Université du Nouveau Mexique Glitteropolis. Ayant nécessité 20 kilogrammes de poudre pailletée, l'installation imagine un site archéologique futuriste. En 2013, Nucleotide, installés dans la galerie de Thomas Robertello à Chicago, montrait une grotte dégoulinante de pastel. La majorité du projet fut conçue et construite en 3 mois par 18 membres du collectif.

### Projet après 2014
En 2016, Meow Wolf ouvrit sa première installation permanente, La Maison de l'Éternel Retour, construite par 135 artistes à Santa Fe. En janvier 2018, Meow Wolf annonça qu'elle ouvrirait deux nouvelles installations à Las Vegas et Denver,.
Le documentaire Meow Wolf : Origin Story est diffusé pour la première et unique fois le 29 novembre 2018 dans les cinémas américains.
En 2019, le projet d'une nouvelle installation géante à Phoenix a été annoncé, constitué d'une exposition de 7 000 m2, d'un hôtel de 400 chambres, et d'une salle de spectacle et concert de 930 m2 . Meow Wolf annonce également durant l'année un projet à Fort Totten, à Washington DC, en partenariat avec la Cafritz Foundation. L'installation s'étalerait sur 7 000 m2 et trois étages.
The New York Times Magazine publia un article sur Meow Wolf titré "Can an Art Collective Become the Disney of the Experience Economy ?", décrivant les difficultés des fondateurs du groupe à passés d'artistes undergrounds à celui de gestionnaire d'une compagnie multi-millionnaire.
À cause de la pandémie de COVID-19, les projets de Meow Wolf sont retardés sur les sites de Las Vegas et de Denver bien que toujours maintenus à 2021. La Maison de l'Éternel Retour est temporairement fermée et les festivals et concert organisés sont annulés. À la suite de la perte de revenu occasionnée, Meow Wolf licencie alors 201 de ses salariés. En 2020, en réponse aux pressions économiques lié à la pandémie, les employés se regroupent sous le syndicat Communication workers of America et réclame plus d'employés sur les installations.
L'installation Meow Wolf de Las Vegas Omega Mart ouvre le 18 février 2021 dans la "Area15". L'installation figure un supermarché fictif de 4 800 m2 contenant des faux produits fantaisistes et étranges.
Au début de 2021, Meow Wolf revoit ses plans à la baisse pour sa future installations à Phoenix : l'hôtel ne verra pas le jour, mais un projet d'installation est toujours à l'étude dans la ville. Cette décision est suivie courant mai 2021 par l'annulation du projet de Fort Totten, bien que l'entreprise cherche toujours à s'installer à Washington DC.
Le 17 septembre 2021, Meow Wolf inaugure son installation de Denver, la Convergence Station. L'exposition s'articule autour de La Convergence, la première station de transport multiversel desservant la Terre où quatre monde extraterrestre se rejoigne et où la monnaie est les souvenirs.
En mai 2021, Meow Wolf annonce le projet de deux installation permanente au Texas. Une première sera ouverte en 2023 près de Dallas, à Grapevine, dans un ancien magasin de grande surface de 3 716 m2 situé au niveau du quartier de Grapevine Mills. Une seconde sera créée à Houston, dans le quartier culturel et artistique de Fifth Ward, et est prévu pour une ouverture en 2024,. Il s'agira de la première fois pour le collectif que deux expositions seront imaginé en même temps dans la même région. Selon le directeur de création exécutif, les deux concepts seront ancrés dans la collaboration entre artistes des deux expositions, et les deux expériences seront connectés par des secrets disséminés dans les installations.

## La Maison de l'Éternel Retour
En janvier 2015, l'auteur George R. R. Martin promet 2,7 millions de dollars américains pour rénover et louer une salle de bowling afin de créer une installation permanente pour Meow Wolf. Cette somme se compléta par des fonds supplémentaires, dont 50 000 $ de la ville de Santa Fe et 100 000 $ d'une campagne de financement participatif,,. L'installation, appelée Maison de l'éternel retour (en anglais House of Eternal Return) ouvre le 17 mars 2016,. Elle reçoit en 2017 le Thea Award de la Themed Entertainment Association et a été cité comme la dixième meilleure salle de concert des États-Unis d'Amérique ,.
Plusieurs clips musicaux ont été réalisés dans la Maison de l'Éternel Retour, parmi lesquels des clips de The Revivalist et T-Pain.
Le scénario de la Maison de l'Éternel Retour tourne autour de la fictive famille Selig, qui disparût après avoir expérimenté avec le voyage interdimensionel en puisant dans une force mystérieuse connu comme L'Anomalie dans une tentative désespérée de ramener des membres de la famille décédée. Ceci conduisit alors la maison à se fracturer en portail vers d'autre dimensions. Une organisation gouvernementale secrète nommé La Charte a réussi à contenir les effets de l'Anomalie et à faire passer l'entrepôt de confinement pour une installation d'art.

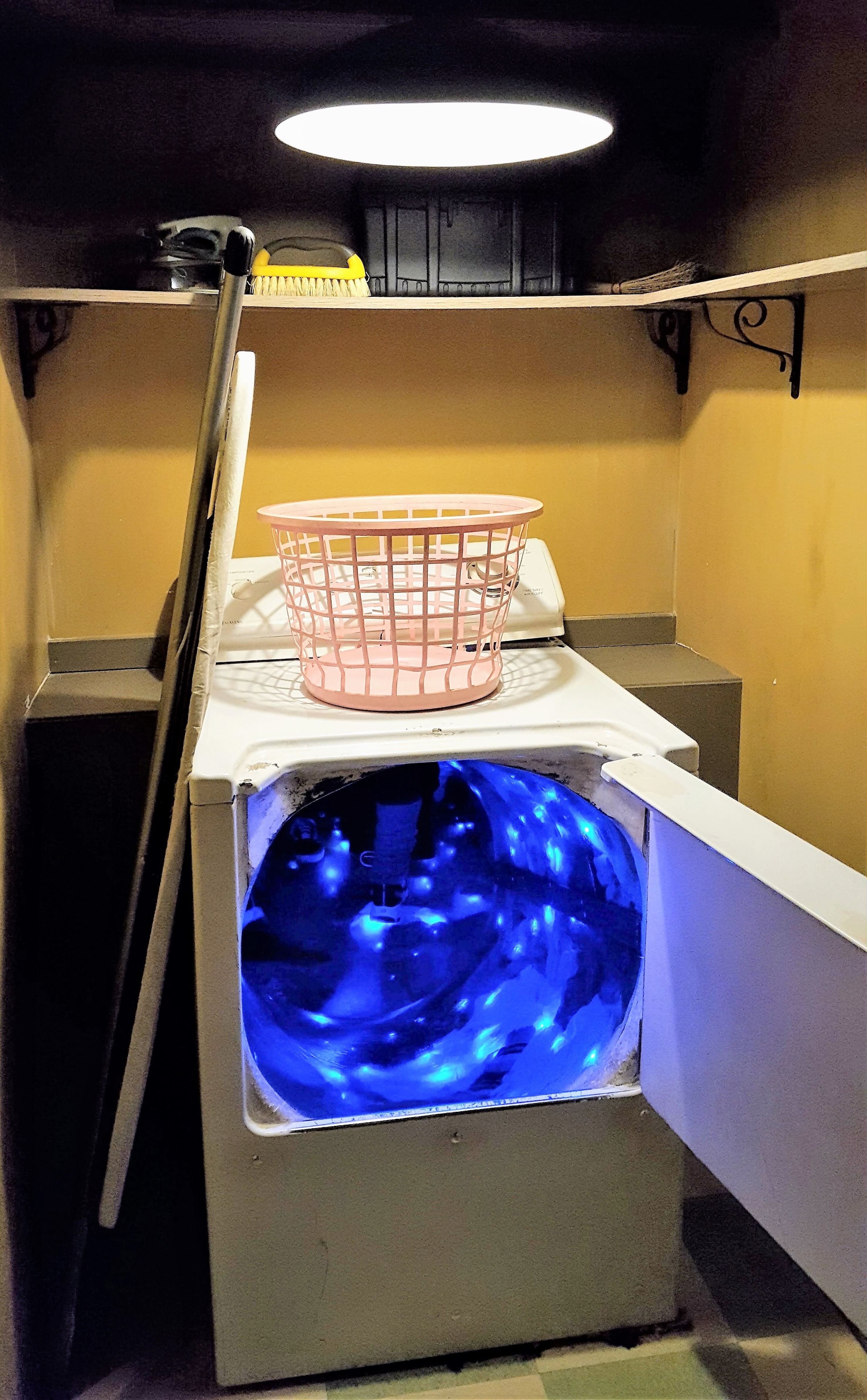
Dans un coin imprévisible de La Maison de l’Éternel Retour, une machine à laver ordinaire s'ouvre sur un tunnel lumineux dans lequel les visiteurs peuvent glisser jusque dans une pièce remplie de chaussettes perdues.

## Meow Wolf's Kaleidoscape
Le 22 août 2018, Meow Wolf's Kaleidoscape, un parcours scénique basé autour du concept de rentrer dans une œuvre d'art contemporain, a été annoncé pour le parc d'attraction Elitch Gardens à Denver dans le Colorado, prenant la place de Ghost Blasters (en). L'attraction ouvrit durant l'été 2019. Le Denver Post décrivit Kaleidoscape comme "une galerie hallucinogène d'art fluorescent". L'attraction a été voulue comme une préquelle à l'exposition de Denver, Convergence station, à l'origine prévu pour 2020.

## Omega Mart

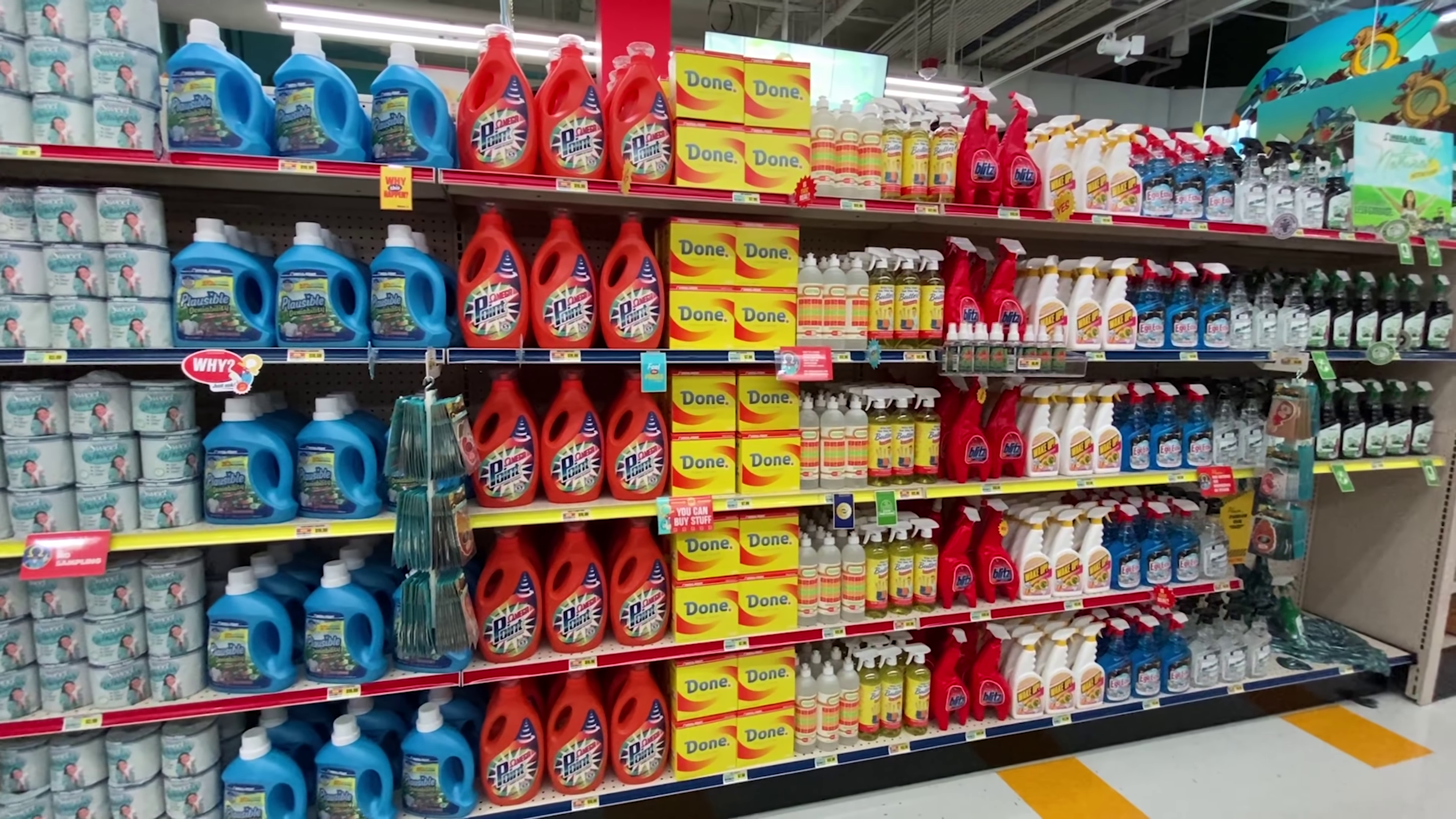
Une étagère remplie des faux produits d'Omega Mart. Les visiteurs peuvent se servir dans les rayons et achetés ces produits à la sortie.

En janvier 2018, Meow Wolf annonce qu'elle ouvrira sa seconde installation d'art interactif à Las Vegas en tant qu'attraction phare du nouveau complexe commercial, artistique et de divertissement AREA15 (en). Ouvert en 2021, Omega Mart est un supermarché multisensoriel de 4 800 m2 qui mélange narration, magie technologique et commerce. Omega Mart vise à guider les visiteurs vers des zones fantastiques avec des thèmes s'intéressant aux consumérisme américain et à la responsabilité des entreprises.
Le concept d'Omega Mart est réutilisé d'une exposition temporaire déjà faites auparavant à Santa Fe en 2009 lors des débuts du collectif et en 2011 avec des étudiants de Santa Fe.

## Convergence Station

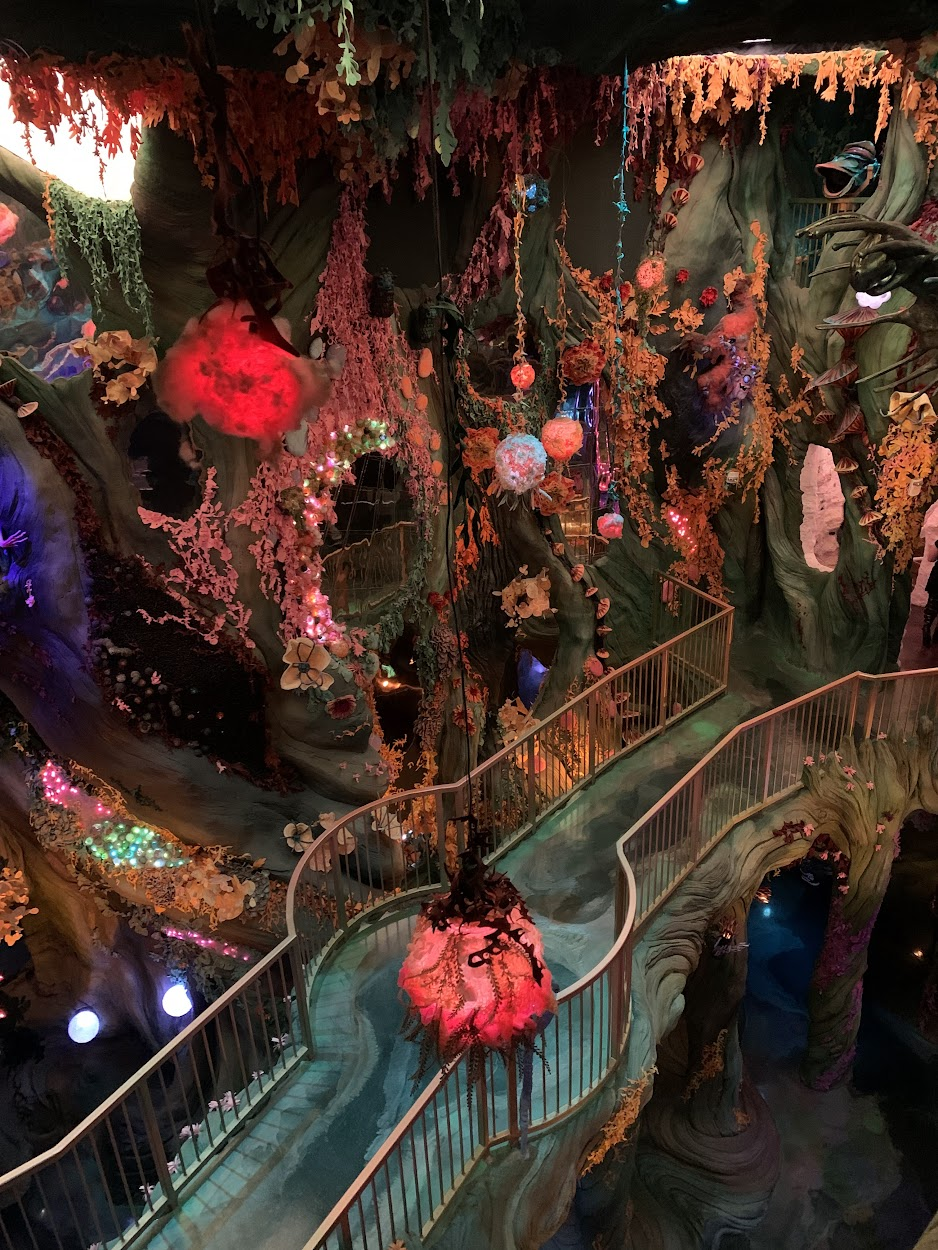
À l'intérieur de la Convergence Station, monde de Numina, 2022.

En janvier 2018, Meow Wolf annonce le projet d'une installation permanente, Convergence Station, dans le centre ville de Denver. Convergence Station est ouverte le 17 septembre 2021, et il s'agit de la plus grande installation jusque là réalisé par Meow Wolf avec 8 300 m2, et plus de 100 artistes locaux spécialisés dans des domaines variés comme la sculpture, la peinture, la photographie, la production vidéo, la cross reality (réalité augmentée, réalité virtuelle et réalité mixte), musique, ingénierie sonore, narration, costume et spectacle,. Convergence Station accueille plusieurs expositions, dont une version physique de La Cathédrale, une sculpture numérique crée pour The Infinite Playa, un univers du multivers du Burning Man,.
La trame narrative tourne autour de la station de convergence, une station de transport multiverselle construite par une mystérieuse société nommés Quantum department of transportation permettant de voyager jusqu'à la Convergence, un lieu où quatre mondes extraterrestres ont fusionné en un seul et même endroit. La fusion de ces 4 mondes a alors donné naissance aux tempêtes mémorielles, un phénomène dispersant les souvenirs, personnalités et histoire des habitants de ces mondes. Les habitants de la Convergence ont alors développé un nouveau système monétaire basés sur les souvenirs proposant de retrouver des souvenirs qui nous ont été arrachés ou au contraire d'acquérir des nouveaux souvenirs pour changer de vie.
Les visiteurs peuvent interagir avec l'exposition à l'aide du QPASS, une carte RFID optionnelles leur permettant d'utiliser les terminaux d'échange mémoriels dispersés dans l'installation et ainsi de découvrir et reconstituer les souvenirs, histoires et secrets des habitants de la Convergence.